# یواس‌اس ترور (سی‌ام-۵)
یواس‌اس ترور (سی‌ام-۵) (به انگلیسی: USS Terror (CM-5)) یک کشتی بود که طول آن ۴۵۴ فوت ۱۰ اینچ (۱۳۸٫۶۳ متر) بود. این کشتی در سال ۱۹۴۱ ساخته شد.